# Universitat Autònoma de Barcelona
|  | Per a altres significats, vegeu «Universitat Autònoma de Barcelona (1933-39)». |

La Universitat Autònoma de Barcelona és una universitat pública catalana creada el 1968.
La major part dels seus centres docents i serveis són al Campus de Bellaterra (Vallès Occidental), situat en un entorn natural de 263 hectàrees de superfície, de les quals el 70% són boscos i àrees verdes. Té també centres docents a Sabadell i a la ciutat de Barcelona.
Compta amb 13 facultats i escoles, un centenar de titulacions de grau, 9 biblioteques, més de 200 grups d'investigació i una seixantena de centres i instituts d'investigació.
L'origen del seu nom es remunta a la Segona República Espanyola, quan la Universitat de Barcelona, en virtut de la Constitució espanyola de 1931 i de l'Estatut de Núria del 1932, va canviar el seu nom pel d'Universitat Autònoma de Barcelona.

## Història

### Anys 70
El 6 de juny de 1968 es promulga el decret de creació de la Universitat Autònoma de Barcelona (UAB) i un mes després es creen les primeres quatre facultats: Lletres, Medicina, Ciències i Ciències Econòmiques. El mateix juliol de 1968 el Dr. Vicent Villar Palasí és nomenat president de la Comissió Promotora de la UAB, càrrec que manté fins que l'agost de 1970 es converteix en president del Patronat i primer rector de la UAB. L'activitat docent de la UAB s'inicia l'octubre del mateix any 1968 a dos dels nous centres: la Facultat de Filosofia i Lletres, que s'instal·la al Monestir de Sant Cugat del Vallès, i la Facultat de Medicina, que s'estableix a l'Hospital de la Santa Creu i Sant Pau, el qual recupera la condició d'hospital universitari i esdevé el primer centre de formació clínica de la UAB. El curs següent, el 1969-1970, es posen en marxa les facultats de Ciències, a l'Hospital de Sant Pau, i de Ciències Econòmiques i Empresarials, a l'Escola d'Idiomes de Barcelona (actualment l'EOI Drassanes). El desplegament inicial de la Universitat Autònoma de Barcelona es completa amb la creació de la Facultat de Dret i la Facultat de Ciències de la Informació l'any 1971, l'Escola Universitària de Traductors i Intèrprets l'any 1972 i l'Escola Universitària de Mestres Sant Cugat l'any 1973.

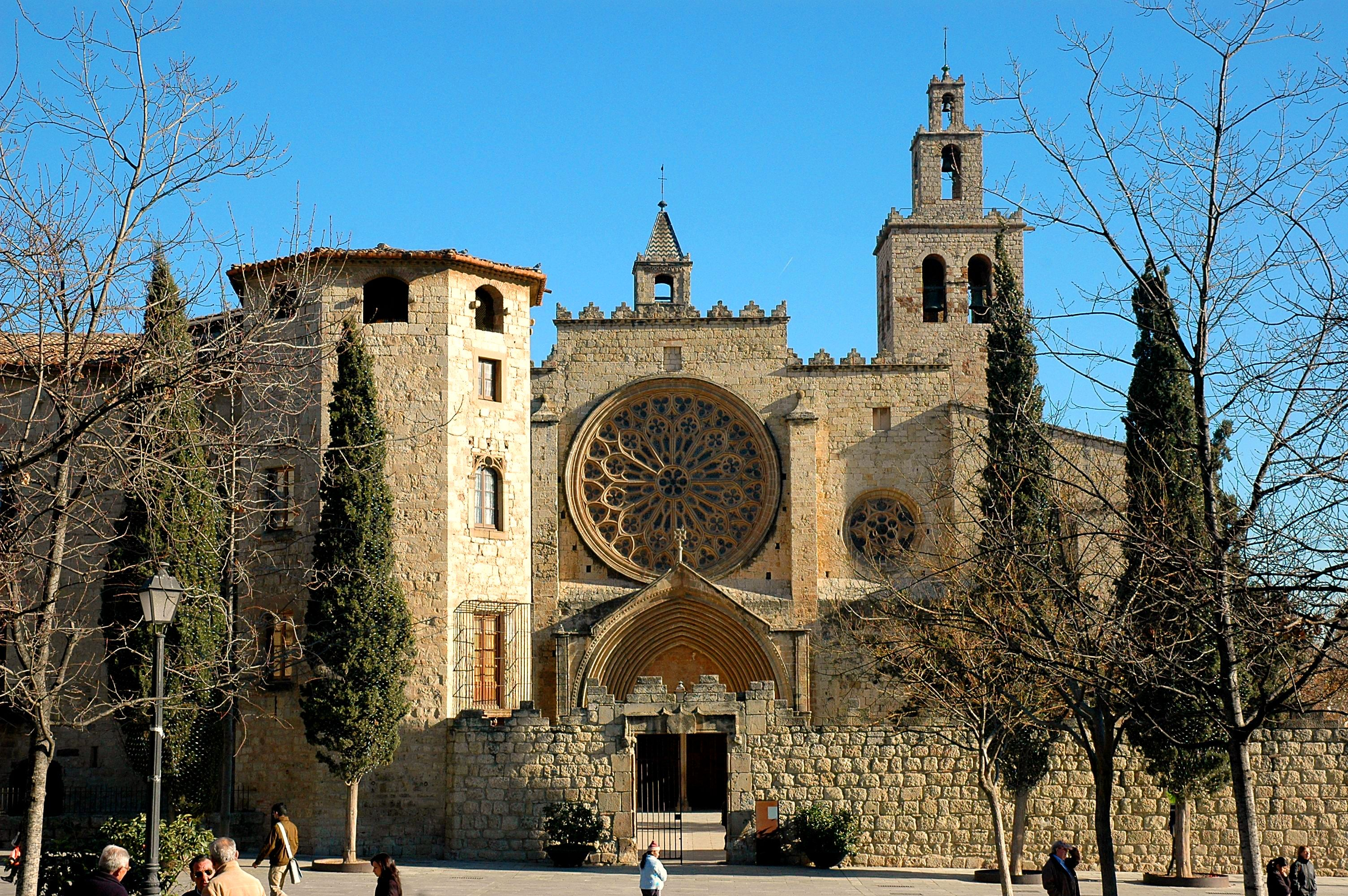
Monestir de Sant Cugat del Vallès
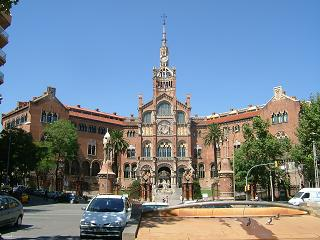
Hospital de la Santa Creu i de Sant Pau

Paral·lelament, el febrer de 1969 s'inicia l'adquisició de terrenys a Bellaterra, al municipi de Cerdanyola del Vallès, lloc on s'ubicarà el futur campus universitari, el campus de Bellaterra de la UAB.
El règim dictatorial de l'època, que el 1973 va suspendre els Estatuts, va fer cessar del càrrec de rector el Dr. Villar Palasí i va nomenar rectors, successivament, el Dr. Vicent Gandia Gomar i el Dr. Josep Cabré Piera. Tanmateix, les conviccions amb què la UAB havia iniciat els seus primers passos expliquen la redacció del Manifest de Bellaterra l'any 1975, el primer document que reivindica una universitat autònoma, democràtica i socialment responsable. El 1976 es dissol el Patronat de la UAB i el Dr. Josep Laporte és nomenat rector a proposta del Claustre de la UAB. El 1979 s'aproven els segons estatuts de la universitat.

### Anys 80
El 1982, durant el mandat del Dr. Antoni Serra Ramoneda, es crea un nou centre docent, la Facultat de Veterinària. L'any 1985 s'aproven els tercers estatuts de la UAB, elaborats d'acord amb la Llei orgànica de reforma universitària.
Durant la segona meitat de la dècada dels anys vuitanta, que coincideix amb el rectorat en funcions del Dr. Càndid Genovard Rosselló i el rectorat del Dr. Ramon Pascual de Sans, es creen les facultats de Ciències Polítiques i Sociologia (1985) i de Psicologia (1989).

### Anys 90
A l'inici dels anys noranta, durant el rectorat del Dr. Josep Maria Vallès i Casadevall, les escoles universitàries de mestres i de traducció es converteixen, vint anys després de la seva creació, en facultats. Així, el 1992 es crea la Facultat de Ciències de l'Educació i el 1993 la Facultat de Traducció i Interpretació. D'altra banda, durant els anys noranta la UAB completa el desenvolupament com a universitat de campus. El 1992 s'inaugura la Vila Universitària i el 1996, ja durant el rectorat del Dr. Carles Solà Ferrando, la nova plaça Cívica, que esdevé el centre de la vida cultural i associativa de la Universitat.

La UAB, on des dels seus inicis s'impartien estudis d'informàtica i d'enginyeria química, entre altres especialitats tècniques, celebra el 1998 la creació de l'Escola Tècnica Superior d'Enginyeria, l'ETSE, que completa el ventall de centres i estudis a la UAB en tots els àmbits de coneixement. Durant els anys noranta, també és notori l'increment de les accions i els programes en l'àmbit de la responsabilitat social. El setembre de 1999 s'inaugura un dels símbols més emblemàtics de la UAB, les Columnes de la UAB, obra de l'escultor valencià Andreu Alfaro. El febrer de 1999 es va produir una càrrega policial contra la comunitat universitària. El grup de manifestants, format per aproximadament 200 persones, s'havia congregat per expressar el seu rebuig a l'aleshores president del govern espanyol, José María Aznar, que es trobava a Bellaterra per visitar el Centre Nacional de Microelectrònica de la Universitat.

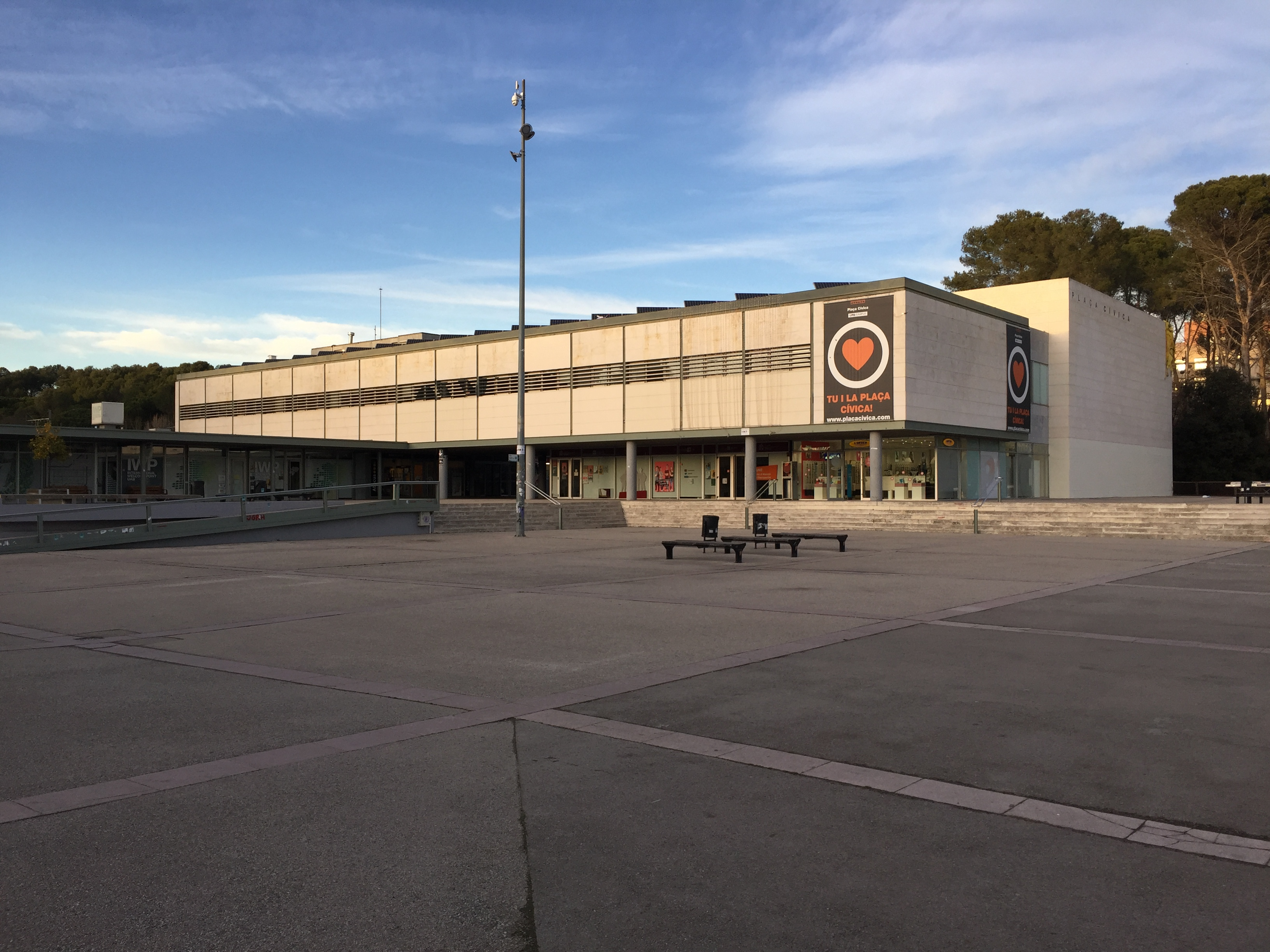
Plaça Cívica
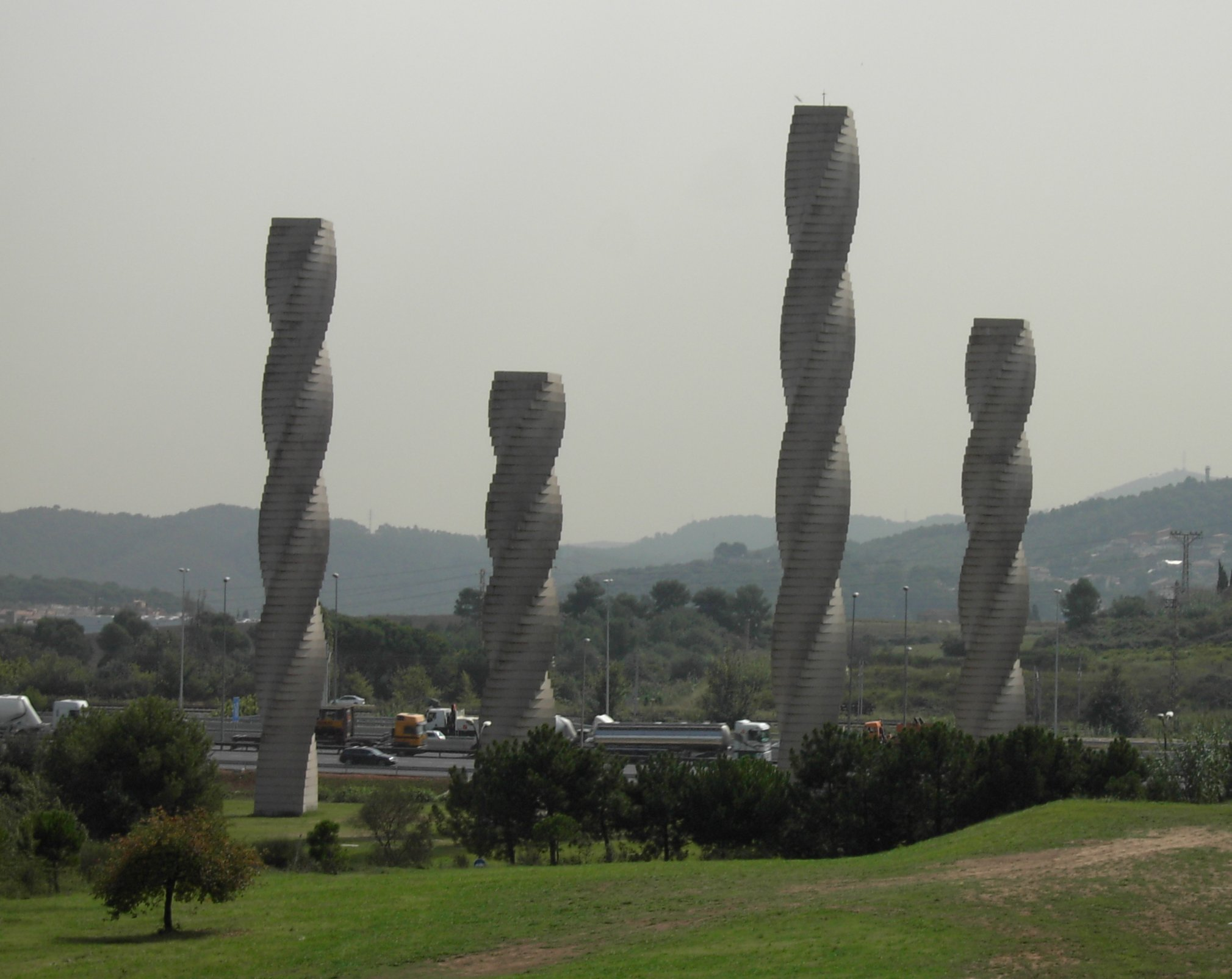
Columnes UAB
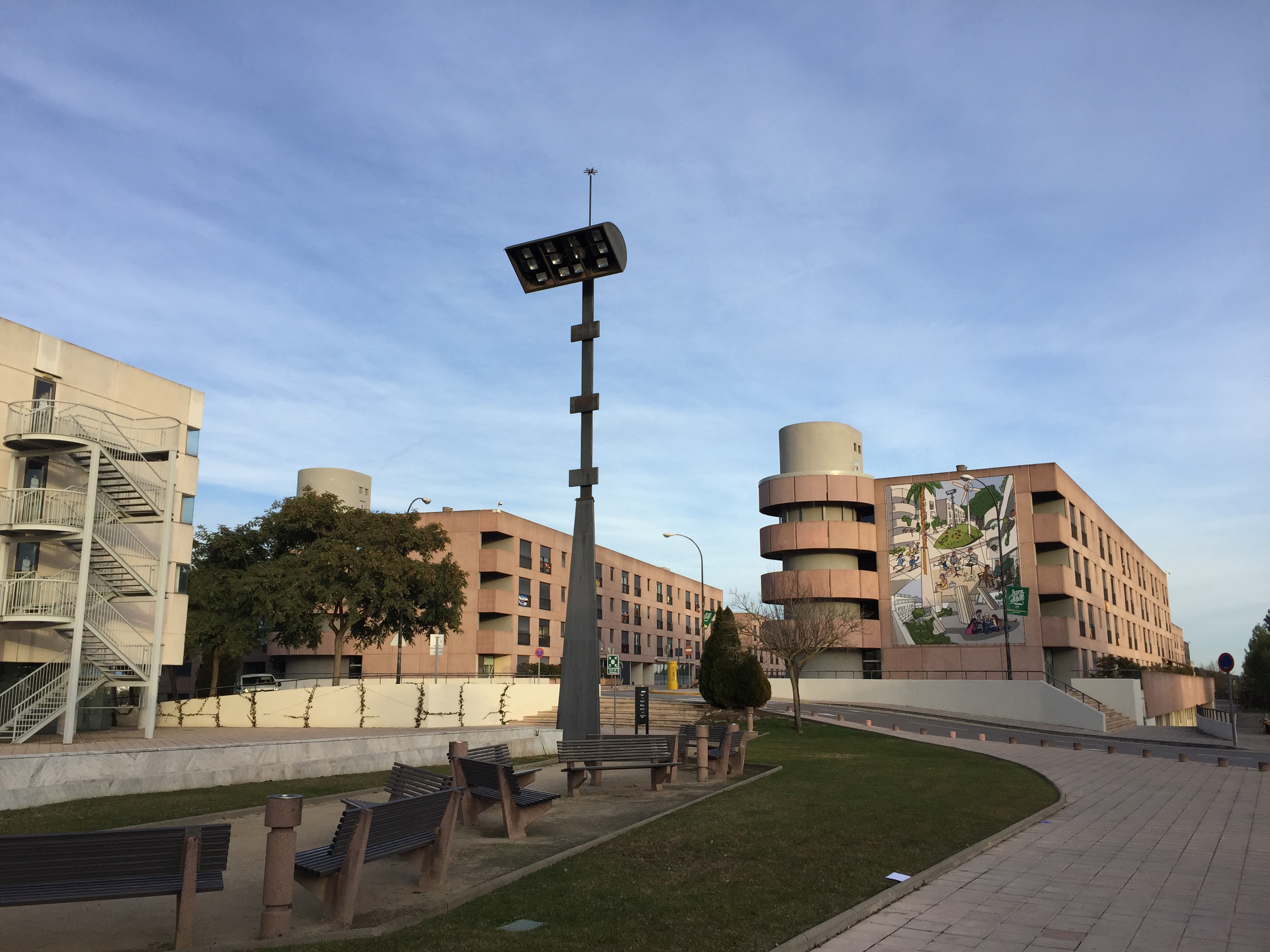
Vila universitària

### Segle XXI
Des del punt de vista acadèmic, els mandats del rector Lluís Ferrer i Caubet venen marcats per l'adaptació a la Llei orgànica d'universitats, d'una banda, i pel procés de Bolonya, de l'altra. L'adaptació a la LOU suposa que el 2003 el Claustre aprovi els estatuts actuals de la UAB. Pel que fa al procés d'adaptació cap a l'espai europeu d'educació superior, la UAB aposta pel procés de convergència des de l'inici com a oportunitat per a la internacionalització de la UAB, i va fomentar la mobilitat dels estudiants.
El setembre de 2005 es reorganitza la Facultat de Ciències en dues facultats: la Facultat de Biociències i la Facultat de Ciències. En l'àmbit de la responsabilitat social, cal destacar la posada en marxa durant el mandat del rector Lluís Ferrer de dos programes socioeducatius per acostar els estudiants d'ensenyament secundari a la universitat que ràpidament esdevenen una referència: el Programa Argó i el programa Campus Ítaca, i la creació, el curs 2005-2006, de l'Observatori per a la Igualtat.
Pel que fa a la transferència de coneixements al sector productiu, a la intensificació de la relació entre universitat i empresa i al foment de l'emprenedoria, la UAB fa un pas endavant l'octubre de 2007, quan s'inaugura el Parc de Recerca UAB (PRUAB), promogut per la UAB, el CSIC i l'IRTA.
Pel que fa a la projecció exterior de la UAB, cal destacar el desenvolupament d'una política activa d'atracció de talent i d'obertura i ampliació de les relacions internacionals de la UAB. Així, la UAB disposa d'una oficina a Xanghai des del 2008 i forma part d'aliances estratègiques com el Consorci Europeu d'Universitats Innovadores (ECIU, en anglès) i l'associació Aliança 4 Universitats (A4U).
En el marc de l'adaptació a l'espai europeu d'educació superior, el 2009 es creen la Facultat d'Economia i Empresa i l'Escola d'Enginyeria, resultat de la fusió dels centres propis de la UAB existents fins llavors als campus de Bellaterra i Sabadell en cadascun d'aquests àmbits.
La UAB clou el 2009, any d'inici del rectorat de la Dra. Ana Ripoll Aracil, amb el reconeixement de Campus d'Excel·lència Internacional pel projecte, un pla estratègic per transformar la UAB i el seu entorn en un dels pols científics i tecnològics destacat de la Mediterrània.
Durant el mandat del rector Ferran Sancho Pifarré (2012-2016), la UAB posa en marxa nous programes d'ajut i de suport als estudiants per tal de pal·liar els efectes de la crisi econòmica i el notable augment de les taxes universitàries. En l'àmbit acadèmic, la UAB fou una de les primeres universitats d'Europa en oferir cursos en línia oberts i massius (MOOC) des de la plataforma de referència internacional Coursera. La inauguració l'any 2014 de l'edifici bioclimàtic ICTA-ICP va ser reconegut com un dels millors projectes d'arquitectura sostenible del país.
El 6 de juny de 2016 la Dra. Margarita Arboix Arzó pren possessió del càrrec de rectora de la Universitat Autònoma de Barcelona. Durant el 2018 van començar els actes de celebració del 50è aniversari de la universitat.
El 13 de novembre de 2020, el Dr. Javier Lafuente Sancho substitueix a Arboix com a nou rector de la UAB. Actualment la universitat s'ha consolidat entre les dues-centes millors universitats del món als principals rànquings d'universitats i entre les 10 universitats joves amb més projecció i prestigi mundial.

## Divisions administratives
La Universitat Autònoma de Barcelona compta actualment amb un total de tretze centres docents repartits entre els diversos campus d'aquesta, encara que gran part d'aquests estan situats al Campus de Bellaterra.

### Centres docents propis
- El campus de Bellaterra és el campus principal de la Universitat. Hi trobem les següents facultats:[14]
  - Facultat de Biociències
  - Facultat de Ciències
  - Facultat de Ciències de la Comunicació
  - Facultat de Ciències de l'Educació
  - Facultat de Ciències Polítiques i de Sociologia
  - Facultat de Dret
  - Facultat d'Economia i Empresa
  - Escola d'Enginyeria
  - Facultat de Filosofia i Lletres
  - Facultat de Medicina
  - Facultat de Psicologia
  - Facultat de Traducció i d'Interpretació
  - Facultat de Veterinària
- El campus de Sabadell, situat a 10 minuts del centre de la ciutat, és una de les seus de l'Escola d'Enginyeria i de la Facultat d'Economia i Empresa. Es va inaugurar el 1993.[15]
- El campus de Barcelona o Casa Convalescència, situat dins del recinte de Hospital de la Santa Creu i Sant Pau de Barcelona, allotja la Fundació UAB, UAB Idiomes Barcelona, la Fundació Salut i Envelliment i l'Institut de Ciències de l'Educació.[16]
- El campus Universitari del Mar és una instal·lació interuniversitària de la Universitat Pompeu Fabra (UPF), la Universitat Autònoma de Barcelona i l'Institut Municipal d'Assistència Sanitària (IMAS). El campus està situat al barri de la Barceloneta, a Barcelona, al costat de l'Hospital del Mar i el Parc de Recerca Biomèdica de Barcelona. Allotja la Facultat de Medicina de la Universitat Autònoma de Barcelona.[17]

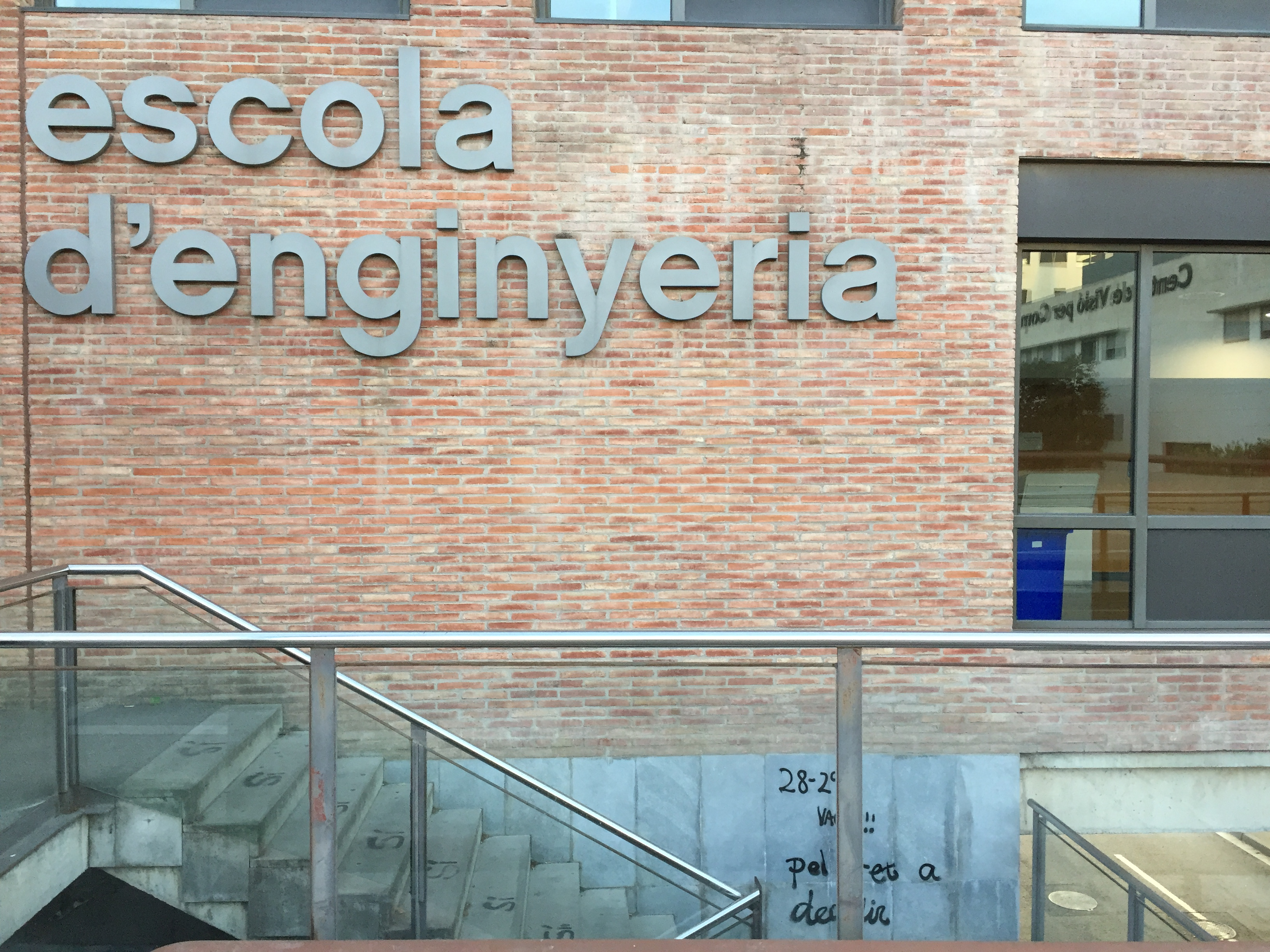
Escola d'Enginyeria
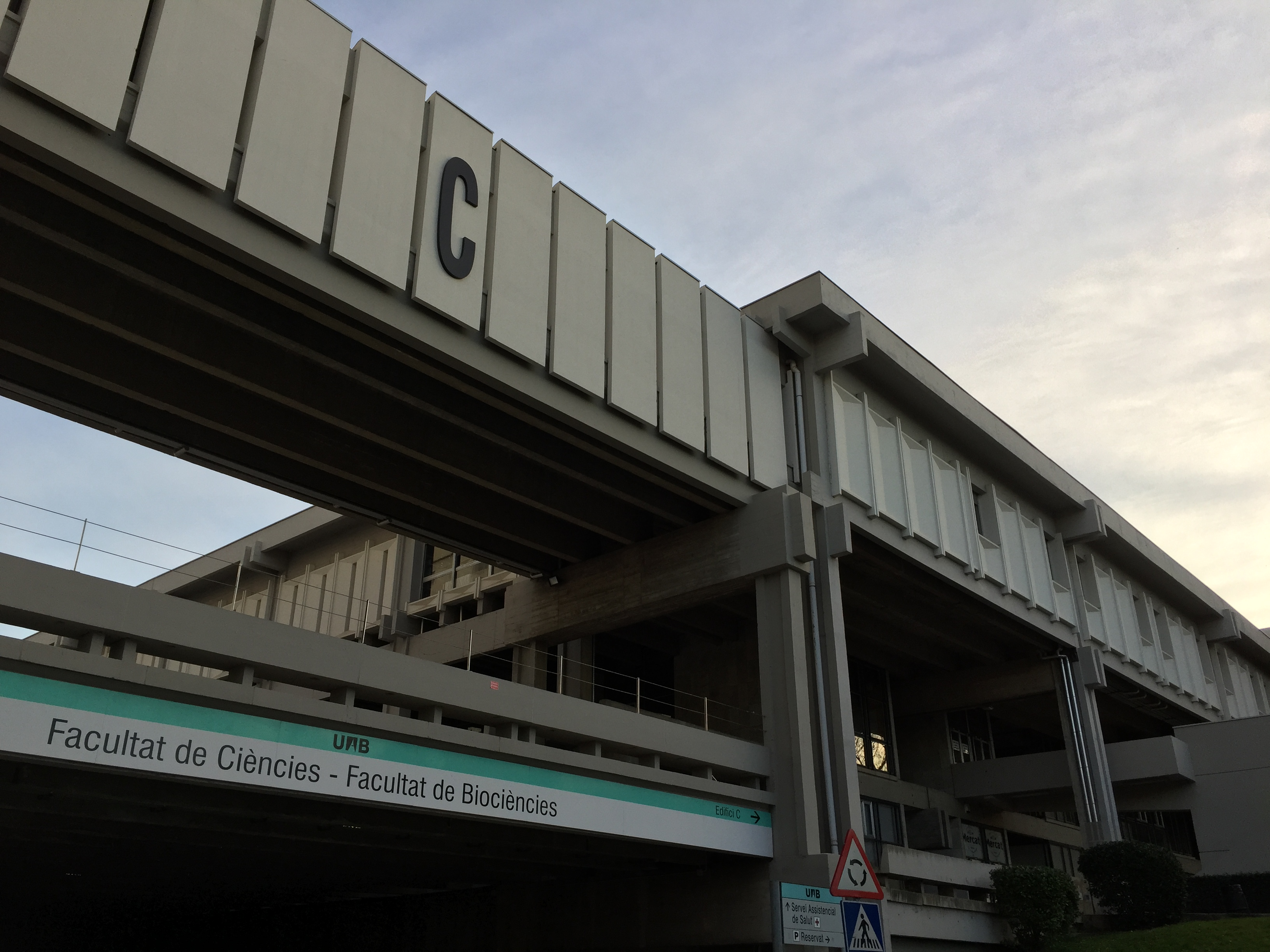
Facultat de Ciències
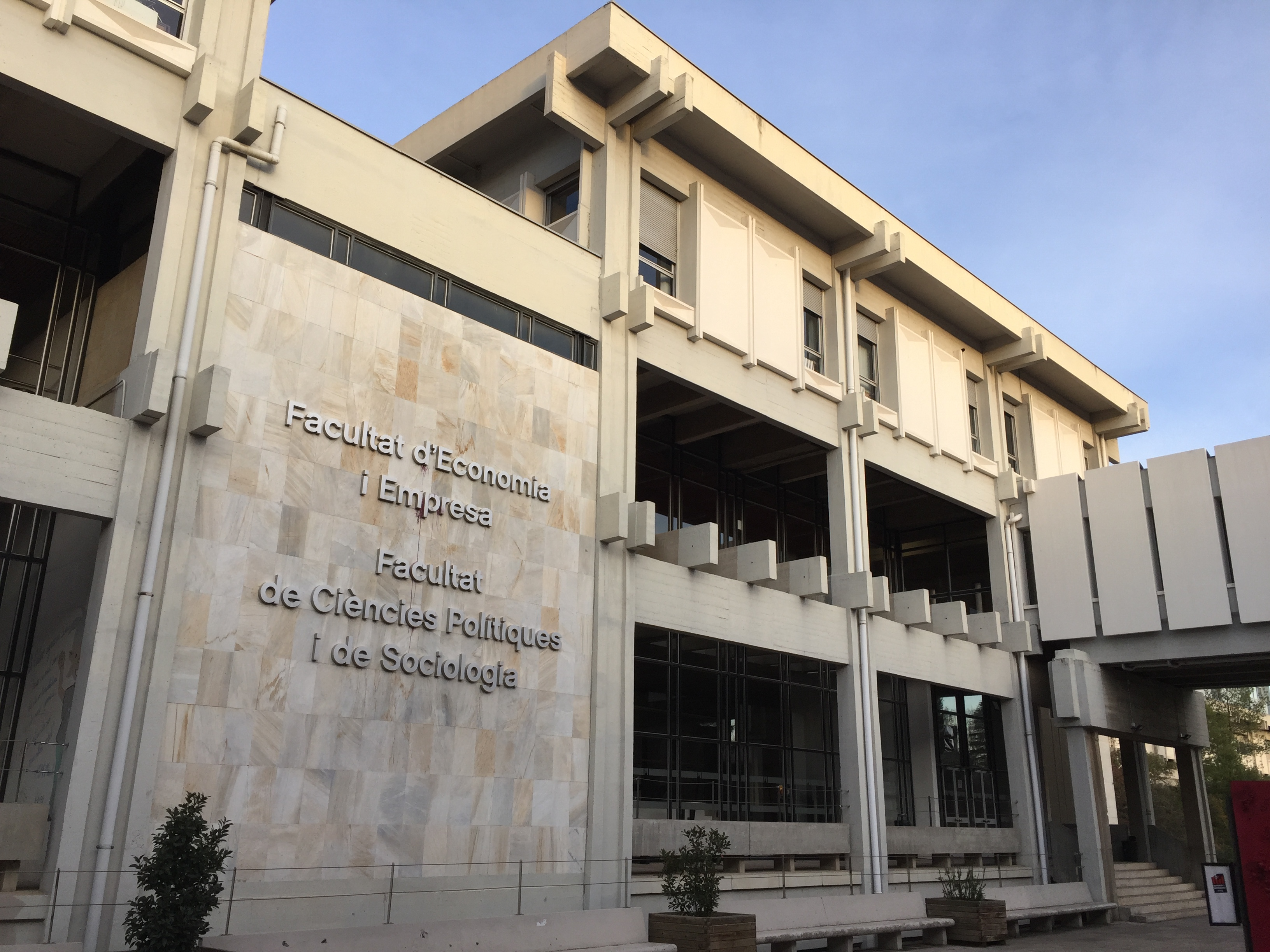
Facultat d'Economia i Empresa
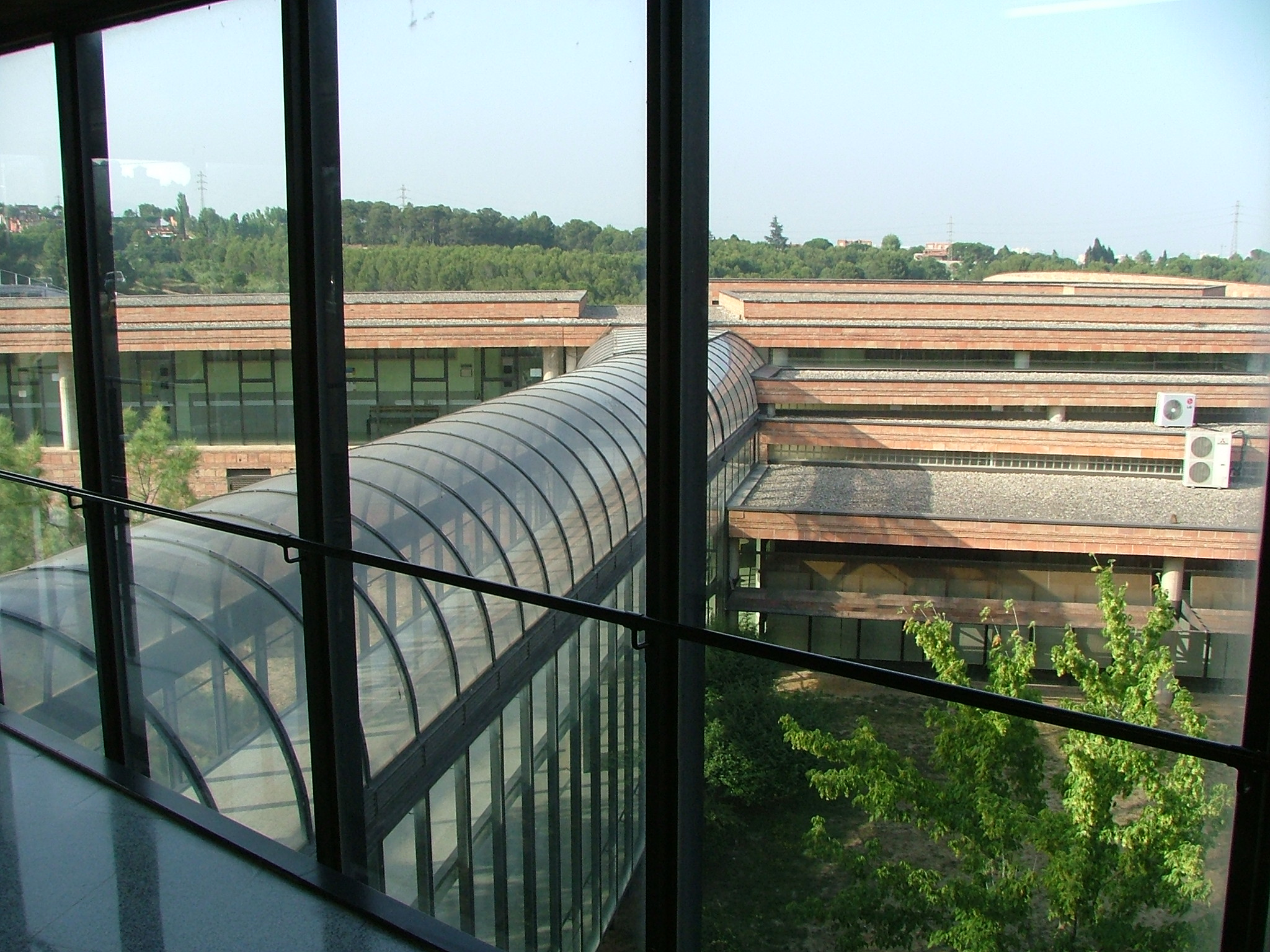
Facultat de Veterinària

### Centres vinculats i Escoles adscrites[18]
- EINA, Centre Universitari de Disseny i Art
- Escola de Prevenció i Seguretat Integral
- Escola Massana, Centre Municipal d'Art i Disseny
- Escola Superior d'Arxivística i Gestió de Documents
- Escola Universitària d'Infermeria de Sant Pau
- Escola Universitària d'Informàtica "Tomàs Cerdà"
- Escola Universitària Salesiana de Sarrià
- Escola Universitària d'Infermeria i de Fisioteràpia "Gimbernat"
- Escola Universitària d'Infermeria i Teràpia Ocupacional
- Escola Universitària de Turisme i Direcció Hotelera
- Fundació Salut i Envelliment
- Institut Guttmann
- Vall d'Hebron Institut de Recerca (VHIR)

## Personalitats

### Rectors
Informació actualitzada per un bot. Els canvis manuals es perdran quan s'actualitzi!
| Número | Imatge | Nom                                   | Inici del mandat | Fi del mandat | Dades a Wikidata              |
| ------ | ------ | ------------------------------------- | ---------------- | ------------- | ----------------------------- |
| 1      |        | Vicent Villar i Palasí                | 27-08-1970       | 28-07-1973    | Modifica les dades a Wikidata |
| 2      |        | Vicent Gandia Gomar                   | 28-07-1973       | 13-09-1975    | Modifica les dades a Wikidata |
| 3      |        | Josep Cabré i Piera                   | 13-09-1975       | 07-05-1976    | Modifica les dades a Wikidata |
| 4      |        | Josep Laporte i Salas                 | 07-05-1976       | 25-01-1980    | Modifica les dades a Wikidata |
| 5      |        | Ramon Pascual de Sans (ad interim)    | 25-01-1980       | 28-03-1980    | Modifica les dades a Wikidata |
| 6      |        | Antoni Serra i Ramoneda               | 28-03-1980       | 18-04-1985    | Modifica les dades a Wikidata |
| 7      |        | Càndid Genovard Rosselló (ad interim) | 18-04-1985       | 13-02-1986    | Modifica les dades a Wikidata |
| 8      |        | Ramon Pascual de Sans                 | 13-02-1986       | 20-03-1990    | Modifica les dades a Wikidata |
| 9      |        | Josep Maria Vallès i Casadevall       | 20-03-1990       | 25-03-1994    | Modifica les dades a Wikidata |
| 10     |        | Carles Solà i Ferrando                | 25-03-1994       | 21-03-2002    | Modifica les dades a Wikidata |
| 11     |        | Lluís Ferrer i Caubet                 | 21-03-2002       | 14-01-2009    | Modifica les dades a Wikidata |
| 12     |        | Ana Ripoll Aracil                     | 14-01-2009       | 22-06-2012    | Modifica les dades a Wikidata |
| 13     |        | Ferran Sancho Pifarré                 | 22-06-2012       | 06-06-2016    | Modifica les dades a Wikidata |
| 14     |        | Margarita Arboix Arzo                 | 06-06-2016       | 28-10-2020    | Modifica les dades a Wikidata |
| 15     |        | Francisco Javier Lafuente Sancho      | 10-11-2020       |               | Modifica les dades a Wikidata |

### Professors destacats
Vegeu també la categoria professors de la UAB.
- Mario Vargas, escriptor, Premi Nobel de Literatura.
- Alberto Blecua, filòleg, especialista en literatura castellana del Segle d'Or.
- José Manuel Blecua, lingüista, director (2010) de la Real Academia Española.
- Manuel Vázquez, escriptor i periodista. Premi Nacional de les Lletres Espanyoles.
- Carme Riera, escriptora, membre de la Reial Acadèmia Espanyola.
- Francisco Rico, filòleg, especialista en literatura castellana del Segle d'Or.
- Gabriel Ferrater, escriptor.
- Martí Boada, ambientalista.
- Anna Cabré, geògrafa i demògrafa.
- Victòria Camps, filòsofa, especialista en ètica, bioètica i feminisme. Va ser Senadora.
- Salvador Cardús, sociòleg.
- Xavier Coller, sociòleg i periodista.
- Joan Baptista Culla, historiador i escriptor.
- Josep Egozcue, biòleg, especialista en biologia cel·lular, biologia de la reproducció i bioètica.
- Miren Etxezarreta, economista fundadora del Seminari d'Economia Crítica Taifa.
- David Jou, físic i poeta, autor d'obres de divulgació científica.
- Oriol Junqueras, historiador, exeurodiputat al Parlament Europeu i president d'Esquerra Republicana de Catalunya.
- Pasqual Maragall, exalcalde de Barcelona i expresident de la Generalitat de Catalunya.
- Joan Martínez, economista ecològic.
- Josep Pallach, mestre, pedagog i polític.
- Josep Puig, enginyer industrial i militant ecologista.
- Carles Solà, químic, exrector de la UAB, exconseller d'Universitats de la Generalitat de Catalunya, expresident de la CRUE.
- Joan Manuel Tresserras, comunicòleg, exconseller de Cultura de la Generalitat de Catalunya.
- Aleix Vidal-Quadras, físic i polític.
- Muriel Casals, economista, expresidenta d'Òmnium Cultural (2010-2015) i exdiputada al Parlament de Catalunya (2015-2016).
- Jordi Julià, poeta.
- Agustí Quer, economista, autor del "Tratamiento contable del IVA"
- Xavier Domènech, historidador, exdiputat al Congrés i al Parlament de Catalunya i excoordinador de Catalunya en Comú.

### Doctors honoris causa
Des de l'any 1976, la UAB atorga el títol de doctor honoris causa aquelles persones que excel·leixen per la seva activitat rellevant en el camp de la docència, de la recerca o de la cultura. Entre d'altres personalitats, destaquen Nelson Mandela, James D. Watson, Joan Coromines, Joan Fuster, Pere Calders.

## Investigació

### Instituts i centres d'investigació
- Centre d'Estudis Demogràfics[20]
- Centre d'Estudis Olímpics i de l'Esport
- Centre de Visió per Computador

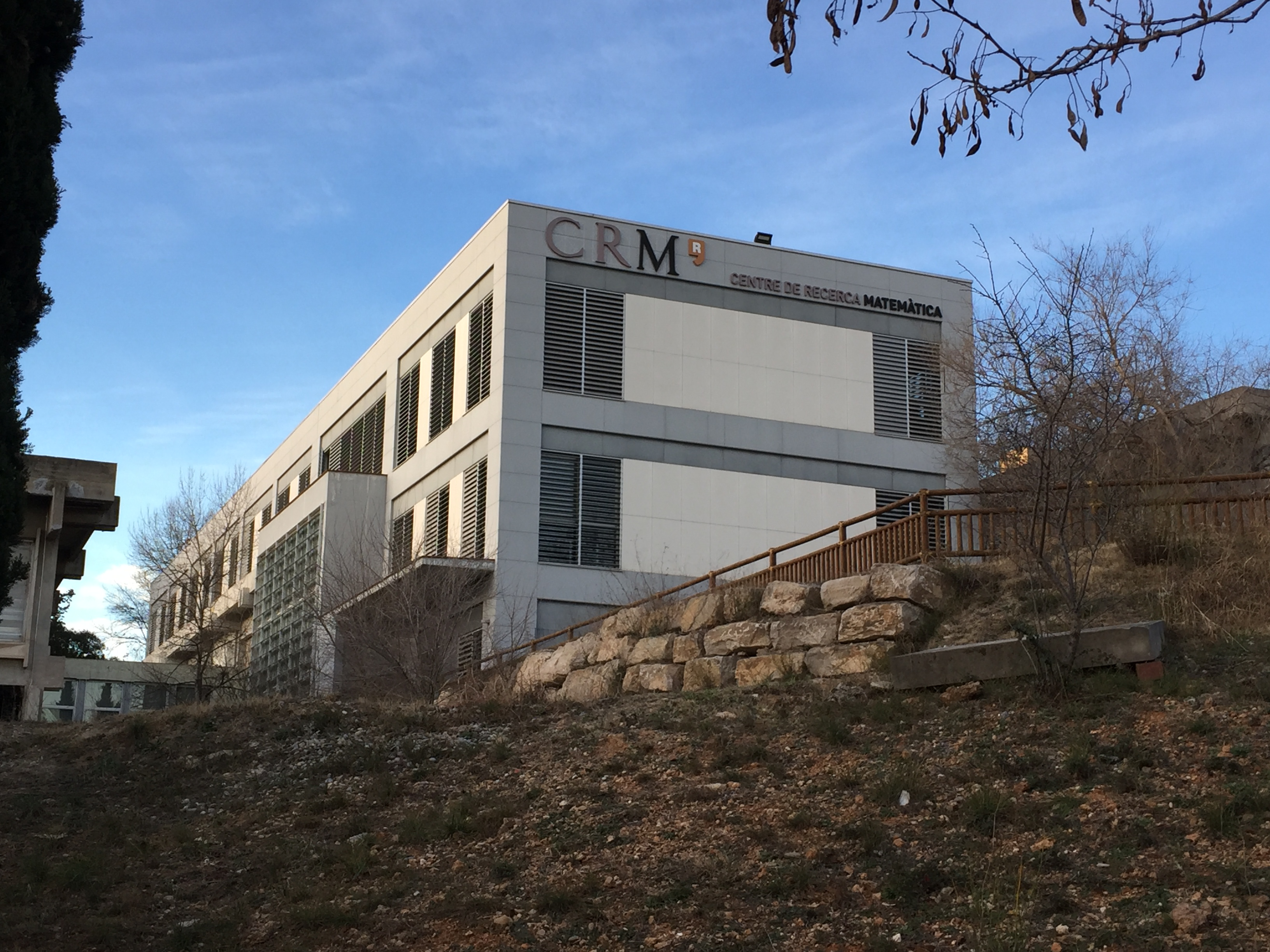
Edifici del Centre de Recerca Matemàtica

- Institut d'Investigació en Intel·ligència Artificial - CSIC
- Institut de Microelectrònica de Barcelona. Centre Nacional de Microelectrònica
- Institut Català de Nanociència i Nanotecnologia
- Institut de Ciència de Materials de Barcelona
- Institut de Física d'Altes Energies
- Institut de Ciència i Tecnologia Ambientals (ICTA-UAB).[21]
- Institut de Biotecnologia i Biomedicina (IBB)
- Centre de Recerca Matemàtica
- Institut d'Anàlisi Econòmica
- Sincrotró ALBA ubicat al Barcelona Synchrotron Park conegut localment com a Parc de l'Alba.[22]
- Institut de Govern i Polítiques Públiques[23] (IGOP)

### Biblioteques

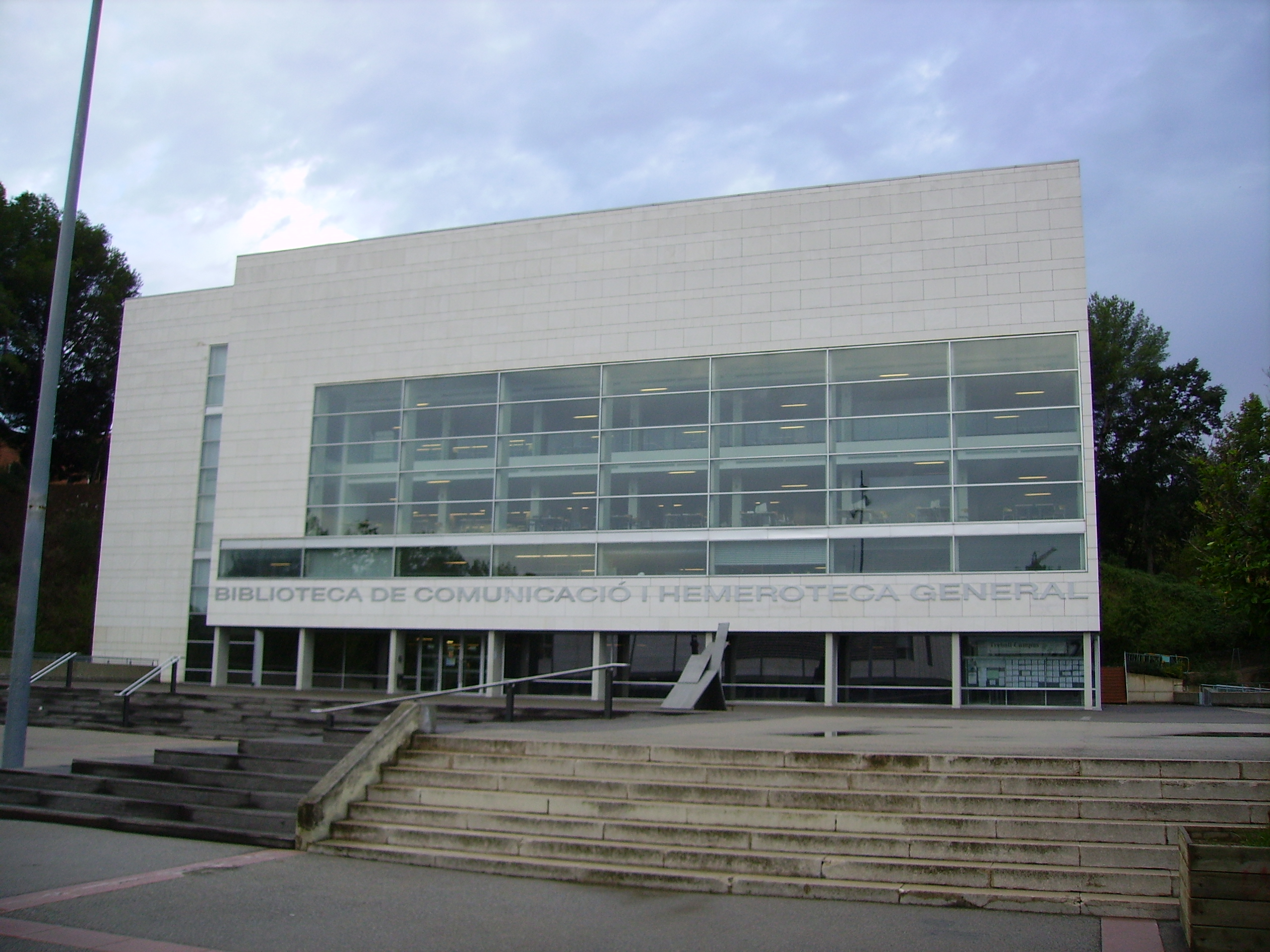
Biblioteca de Comunicació de la UAB

El Servei de Biblioteques de la UAB proporciona recursos informatius i serveis de màxima qualitat d'acord amb els objectius d'excel·lència de la UAB en l'educació, la recerca, la innovació i la transferència de coneixement. Consta de sis biblioteques al campus de Bellaterra, una al campus de Sabadell i quatre a les unitats docents en conveni amb els hospitals. És membre del Consorci de Serveis Universitaris de Catalunya (CSUC) i de la Red de Bibliotecas Universitarias Españolas (REBIUN). Gestiona el Fons d'Història local de Catalunya i el Catàleg d'accés públic en línia sobre llengua i cultura catalanes Traces.
La col·lecció de manuscrits medievals i d'època moderna, que es conserva en dipòsit a la Biblioteca de Catalunya, és accessible en línia a través del Dipòsit Digital de la UAB

### Càtedres[27]
La UAB és dipositària de múltiples càtedres, a través de les quals, aprofundeix en l'estudi i la recerca d'una matèria concreta. Són gestionades en col·laboració amb altres institucions, empreses i organismes internacionals, tot facilitant així la col·laboració i les sinergies de la UAB amb entitats alienes al món universitari. Les càtedres de la UAB abasten àmbits diversos del coneixement, des de la salut i la prevenció fins al patrimoni cultural o el foment de valors ètics. Gaudeixen de gran prestigi i contribueixen a vehicular la transferència de coneixement i tecnologia cap a la societat.
- Càtedra Jordi Arbonès de Traducció
- Càtedra José Agustín Goytisolo
- Càtedra UNESCO de Comunicació
- Càtedra UNESCO sobre Pau i Drets Humans
- Càtedra Internacional d'Olimpisme
- Càtedra UAB - Novartis de Docència i Investigació en Medicina de Família
- Càtedra d'Investigació en Oftalmologia "Joaquim Barraquer"
- Càtedra de Mobilitat i Seguretat Viària
- Càtedra de Recerca Cardiovascular
- Càtedra de Recerca en Cardiologia Clínica
- Càtedra de Malalties Infeccioses
- Càtedra sobre Educació i Formació Viària
- Càtedra de Fisiologia Aplicada
- Càtedra UAB-IMAS-Menarini d'Investigació i Docència en Dolor
- Càtedra "El Cervell Social"
- Càtedra de Recerca Qualitativa
- Càtedra "Antoni Serra Ramoneda"
- Càtedra de Recerca EUGIN
- Càtedra José Saramago
- Càtedra UAB-SEMCC de Gestió del Coneixement en Medicina de l'Envelliment Fisiològic
- Càtedra Enric Prat de la Riba d'Estudis Jurídics Locals

### Dipòsit Digital de Documents de la UAB
El DDD, Dipòsit Digital de Documents de la Universitat Autònoma de Barcelona, és l'eina a partir de la qual es recopila, gestiona, difon i preserva la producció científica, docent i institucional de la universitat alhora que recull documents digitals que formen part de les col·leccions de les biblioteques de la UAB o que les completen.

### Publicacions
El Servei de Publicacions de la Universitat Autònoma de Barcelona neix el 1979. Com a editorial universitària, la seva activitat està centrada en el suport a la docència mitjançant la publicació de materials didàctics dirigits a les titulacions impartides a la mateixa universitat, en la contribució a la difusió de l'activitat científicotècnica, a través de la publicació de llibres, revistes científiques i tesis doctorals, així com en la promoció dels vincles i les transferències del coneixement entre la universitat i la societat, a través de la publicació de diverses obres de caràcter cultural. Les principals línies de treball del Servei de Publicacions estan centrades a promoure la publicació de llibres en format electrònic i en impulsar el llançament de noves col·leccions de caràcter divulgatiu.

### Rànquings
La UAB es troba entre les capdavanteres de l'àmbit espanyol en rànquings mundials com el QS World University Rankings (QS WUR), el Times Higher Education World University Rankings (THE WUR) i l'Academic Ranking of World Universities (ARWU), i ocupa una posició destacada a escala mundial entre les universitats joves segons les classificacions específiques per a universitats de menys de 50 anys elaborades per QS i Times Higher Education. Se situa en la posició 146 a escala mundial i com la millor universitat de l'Estat espanyol en el rànquing THE WUR 2015-2016. En l'àmbit europeu, la UAB es troba entre les cent primeres universitats en la posició 67. La UAB és la tercera universitat de l'Estat espanyol i està entre les 150 millors universitats del món segons QS, que classifica les 500 millors universitats del món. La UAB se situa entre les posicions 201 i 300 del món en la classificació ARWU, que elabora la Universitat Jiao Tong de Shanghai. En l'àmbit espanyol, la UAB apareix compartint la segona posició.

### Parc de Recerca

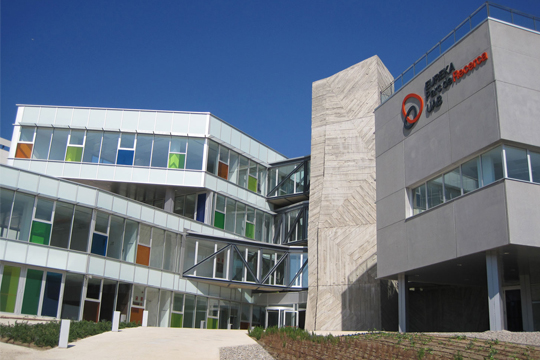
Edifici Eureka

El Parc de Recerca UAB (PRUAB) és una fundació sense ànim de lucre creada el 2007 per la Universitat Autònoma de Barcelona (UAB), el Consell Superior d'Investigacions Científiques (CSIC) i l'Institut de Recerca i Tecnologia Agroalimentària (IRTA). La seva missió és impulsar i millorar les activitats de transferència de tecnologia i coneixements dels seus membres, promoure l'activitat emprenedora mitjançant la creació de noves empreses basades en la recerca i, en general, facilitar la interacció entre la recerca, el món empresarial i la societat. Dona servei als departaments i grups de recerca de la UAB, així com als centres i instituts ubicats al campus de Bellaterra. Tots ells porten a terme la seva activitat al voltant de sis eixos temàtics bàsics: Biotecnologia i biomedicina; tecnologies de l'alimentació i sanitat animal; ciència de materials i energia (nanotecnologia i microelectrònica), tecnologies de la informació i la comunicació; ciències socials i humanitats; i medi ambient i canvi climàtic. Pretén ser una eina eficaç de transferència de coneixements i de tecnologia, capaç de comunicar-se i respondre a les necessitats del personal investigador, dels emprenedors i de les empreses.

## Governança
Hi ha diversos organismes de govern per gestionar la UAB:

### Consell de Govern
És l'òrgan suprem de govern col·legiat de la Universitat i, com a tal, estableix les seves línies estratègiques i programàtiques, així com les directrius, normatives i procediments per a la seva aplicació, en els àmbits de l'organització dels ensenyaments, recerca, recursos humans i econòmics i elaboració de pressupostos. Exerceix, així mateix, les funcions que li atribueix la legislació estatal i autonòmica i els Estatuts de la Universitat i assisteix, a més, el rector en l'exercici de les seves funcions. Els acords del Consell de Govern esgoten la via administrativa i són directament impugnables davant la jurisdicció contenciosa administrativa. Està format pel rector, el secretari general, el gerent, quinze membres de la comunitat universitària designats pel rector i quinze membres elegits pels degans, directors d'escola, directors de departament i d'institut universitari de recerca entre els degans.

### Claustre
És l'òrgan màxim de representació de la comunitat universitària i debat les línies generals d'actuació de la Universitat, controla la gestió dels càrrecs i impulsa l'activitat normativa d'altres òrgans, en els termes està integrat pel rector, que el presideix, pel secretari general, el gerent i per tres-cents claustrals, representants dels diversos sectors de la comunitat universitària establerts en els Estatuts i aquest reglament. Correspon al Claustre elaborar i aprovar els Estatuts de la Universitat convocar amb caràcter extraordinari l'elecció de rector, elegir i revocar el síndic de greuges, aprovar el reglament pel qual es regeix i debatre l'informe anual que adreci al Claustre sobre la seva activitat i elegir els seus representants en el Consell de Govern, entre d'altres.

### Consell social
És l'òrgan col·legiat de participació de la societat en la Universitat. Permet conèixer les necessitats i les aspiracions mútues i, per tant, establir la col·laboració entre la societat i la Universitat, tant per responsabilitzar la primera del desenvolupament socioeconòmic i cultural de la segona, com per harmonitzar els plans universitaris amb les aspiracions socials. Té les competències que li atorga la legislació vigent en les matèries de programació i gestió, economia, pressupost i patrimoni, de relació amb la comunitat universitària i de relació entre la Universitat i el seu entorn cultural, professional, econòmic i social.

### Síndic de Greuges
Des de l'any 1995 la Universitat Autònoma de Barcelona compta amb la figura del síndic de greuges, com a òrgan responsable de vetllar pel respecte als drets i llibertats dels membres de la comunitat universitària davant les actuacions dels òrgans i serveis universitaris.

## Festa Major

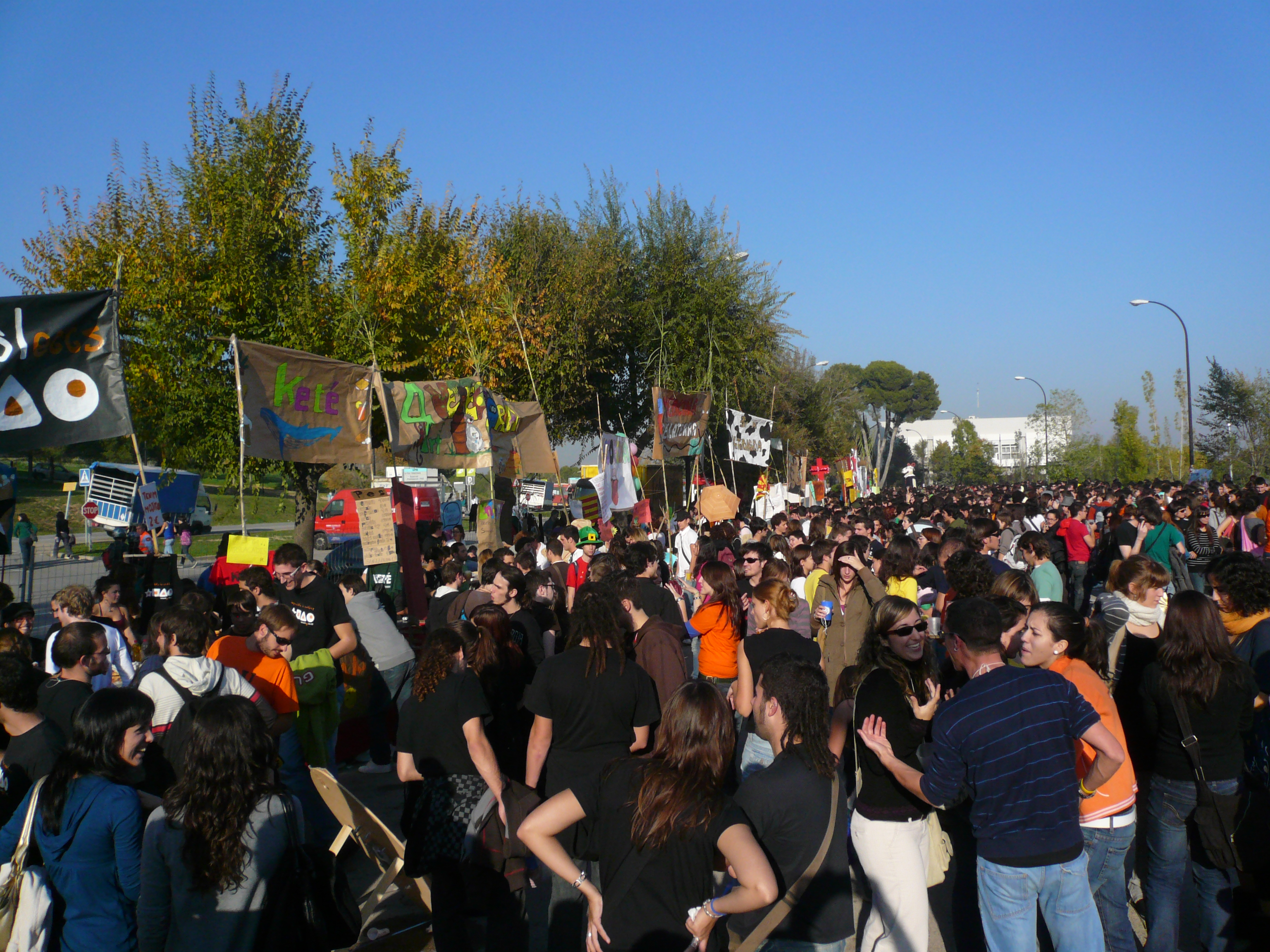
Festa Major de la UAB l'any 2007

La Festa Major de la UAB és una jornada festiva organitzada cada any al campus de Bellaterra de la UAB per la comunitat estudiantil i les autoritats universitàries. Totes les activitats es duen a terme en paral·lel a les hores lectives, per tant, l'horari acadèmic resta inalterat. Tot i això, algunes classes queden suspeses, previ acord entre estudiants i professor. Antigament es feia coincidir en divendres, però a partir del curs 2003-2004 i a causa de la nombrosa assistència de menors d'edat, es traslladà a dijous. Sempre s'ha fet coincidir amb el primer dijous de novembre.